# Bezpalce, Drabiv
Bezpalce (în ucraineană Безпальче) este o comună în raionul Drabiv, regiunea Cerkasî, Ucraina, formată numai din satul de reședință.

## Demografie
Componența lingvistică a comunei Bezpalce
     Ucraineană (98,62%)
     Rusă (1,01%)
     Alte limbi (0,25%)
Conform recensământului din 2001, majoritatea populației comunei Bezpalce era vorbitoare de ucraineană (98,62%), existând în minoritate și vorbitori de rusă (1,01%).